# Breitenbach am Herzberg
Breitenbach a. Herzberg település Németországban, Hessen tartományban. Lakosainak száma 1667 fő (2023. december 31.).

## Népesség
A település népességének változása:
| Lakosok száma | 1699 | 1685 | 1653 | 1714 | 1667 |
|               | 2017 | 2019 | 2021 | 2022 | 2023 |